# Ernst Würtenberger

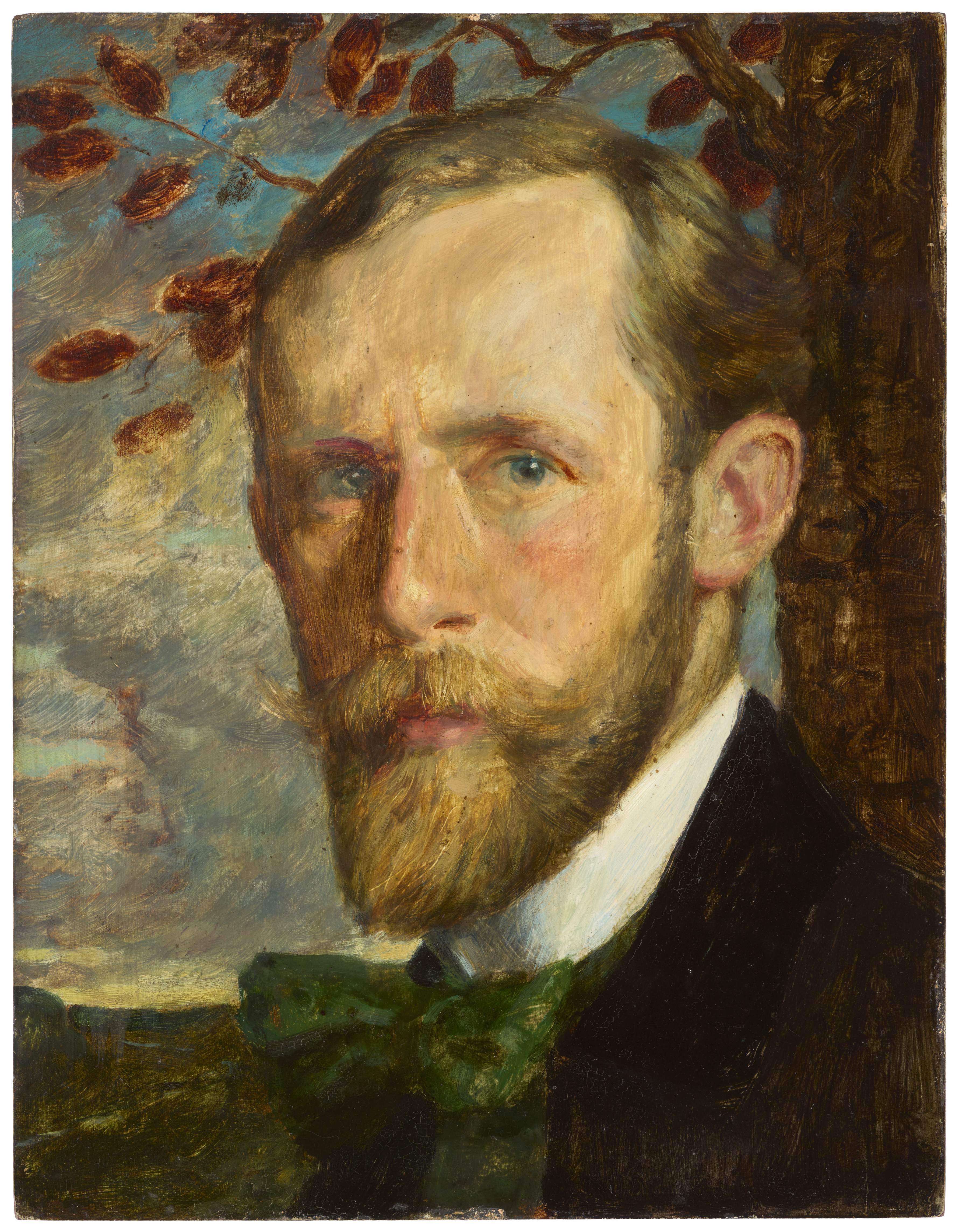
Selbstbildnis (1898)

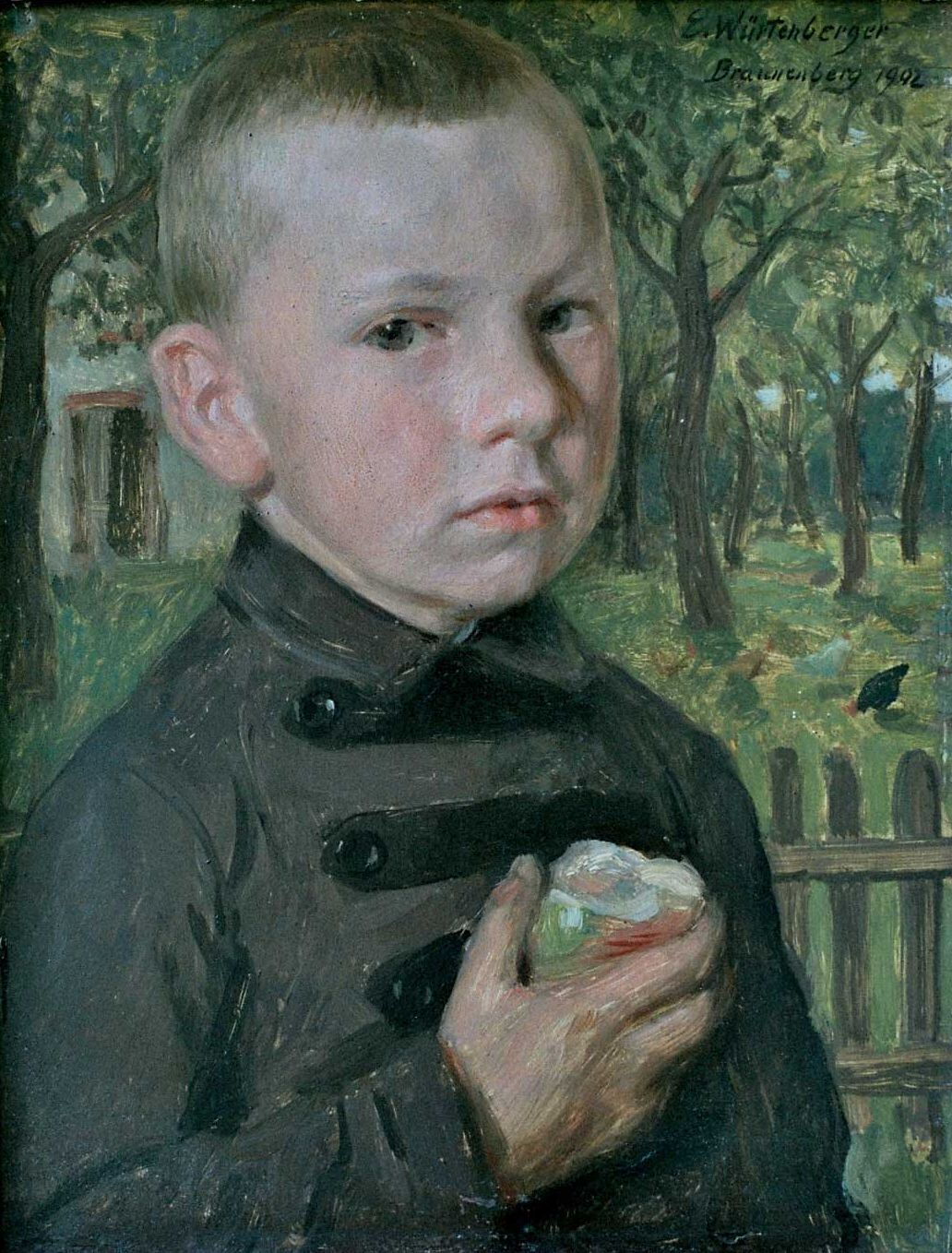
Porträt eines Jungen mit Apfel. Braunenberg, 1902

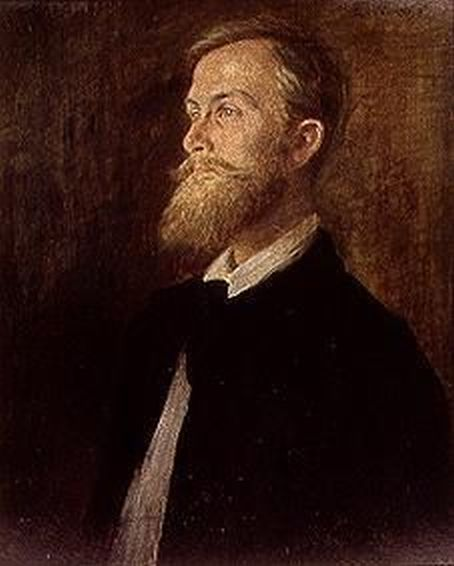
Porträt des Dichters Emil Strauß

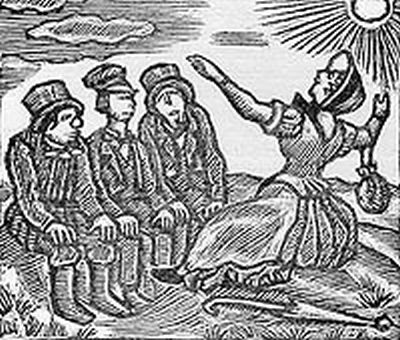
Züs Bünzlin predigt den drei Kammmachern. Holzschnitt. Illustration zu Gottfried Keller: Die drei gerechten Kammmacher, 1. Auflage, 1918

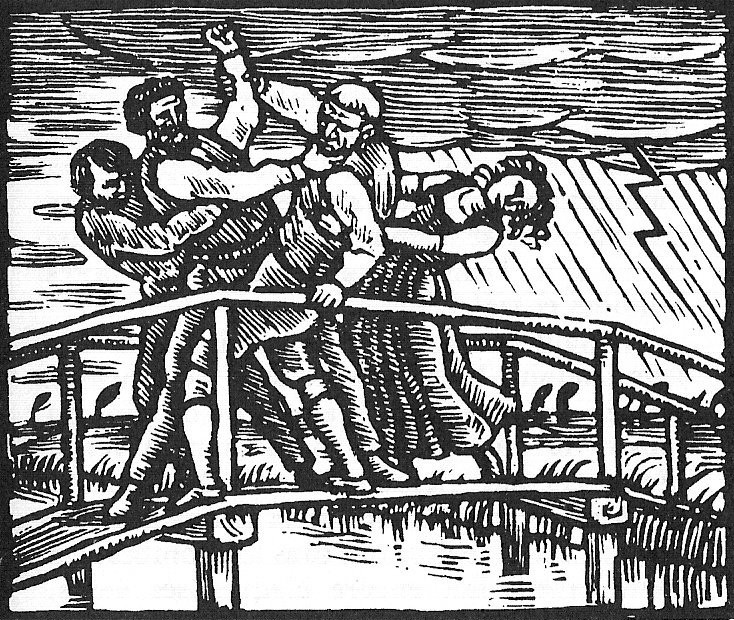
Illustration zu Gottfried Keller: Romeo und Julia auf dem Dorfe, erschienen 1919

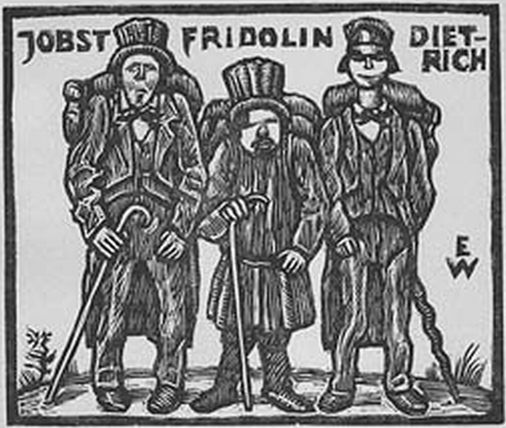
Illustration zu Gottfried Keller: Die drei gerechten Kammmacher. 2. Auflage, 1920

Ernst Gustav Würtenberger (* 23. Oktober 1868 in Steißlingen; † 5. Februar 1934 in Karlsruhe) war ein deutscher Porträt- und Genremaler, Grafiker und Kunsttheoretiker sowie Professor an der Landeskunstschule Karlsruhe.

## Leben und Werk
Ernst Würtenberger studierte von 1888 bis 1892 an der Münchner Kunstakademie bei Johann Caspar Herterich und Wilhelm von Diez. 1892 lernte er auf einer Reise in Zürich Werke von Arnold Böcklin kennen, worauf er sich im Winter 1894/95 zu einem Studienaufenthalt bei Böcklin nach Florenz begab. Von 1896 bis 1897 war er an der Karlsruher Kunstakademie Meisterschüler von Ferdinand Keller. Ab 1898 betrieb er ein eigenes Atelier in München. 1899 lernte er den Schwarzwaldmaler Hans Thoma kennen, dessen Stil in Würtenbergers Schaffen ebenfalls nachweisbar ist.
Nach seiner Heirat übersiedelte er zunächst nach Konstanz, 1902 nach Zürich, wo er bis 1921 als Porträtmaler etwa 200 Porträts von Zürcher Persönlichkeiten anfertigte. Ab 1905 schuf er auch Holzschnitte. Die Werke Ferdinand Hodlers, die er in Zürich kennenlernte, übten in der Folge starken Einfluss auf ihn aus. Ab 1902 unterrichtete er an Luise Stadlers „Kunst- und Kunstgewerbeschule für Damen“, von 1914 bis 1921 an der Kunstgewerbeschule Zürich. Von 1902 bis 1921 war Würtenberger Vorstandsmitglied der Zürcher Kunstgesellschaft (Ausstellungs- und Sammlungskommission) und beriet die Kunstsammler Gustav Henneberg und Richard Kisling, wobei er Werke aus dem künstlerischen Umfeld von Hodler, Félix Vallotton und Thoma protegierte.
1921 verließ Würtenberger samt seiner Familie Zürich, da er in der Nachfolge von Gustav Wolf als Professor für Holzschnitt, Illustration und Komposition an die Badische Landeskunstschule (heute: Staatliche Akademie der Bildenden Künste Karlsruhe) berufen wurde, wo er bis zu seinem Tod im Jahr 1934 wirkte. Er setzte sich an der Akademie als Leiter der Lithografieklasse ein für die Berufung von Georg Scholz (1923 Assistent Würtenbergers in der Lithografieklasse; 1924 Leitung einer Vorbereitungsklasse) und Karl Hubbuch (1924 bis 1925 Assistent Würtenbergers, wahrscheinlich auf Empfehlung von Scholz; 1925 Leiter einer Zeichenklasse).

### Familie
Ernst Würtenberger war Vater des Strafrechtsprofessors Thomas Würtenberger und des Kunsthistorikers Franzsepp Würtenberger sowie Großvater des Staatsrechtlers Thomas Würtenberger und des Staatssekretärs Julian Würtenberger.

## Ehrungen
Die Ernst-Würtenberger-Straße in Karlsruhe wurde 1964 nach ihm benannt, ebenso eine Straße in seinem Geburtsort Steißlingen, wo am 26. Oktober 1958 zudem an Würtenbergers Geburtshaus eine Gedenktafel enthüllt wurde.

## Bekannte Schüler
(kein Anspruch auf Vollständigkeit)
- Helen Dahm (1878–1968): in Zürich (Stadlerschule)
- Otto Laible (1898–1962): Meisterschüler in Karlsruhe
- Fridel Dethleffs-Edelmann (1899–1982): Meisterschülerin in Karlsruhe, 1925
- Hugo Boeschenstein (1900–1983): Meisterschüler in Karlsruhe, 1923
- Ernst Peter Huber (1900–1959): in Zell am Harmersbach
- Fritz Klemm (1902–1990): in Karlsruhe, 1922–25
- Rolf Müller-Landau (1903–1956): Meisterschüler in Karlsruhe, 1924–29
- Wilhelm Buchta (1904–1993): Meisterschüler in Karlsruhe, 1930–32
- Alexander Rihm (1904–1944): in Karlsruhe
- Erwin Spuler (1906–1964): in Karlsruhe, ab 1921
- Alban Spitz (1906–1996): in Karlsruhe, 1927
- Hermann Grötzinger (1912–1992): Schüler in Karlsruhe

## Schriften
- Arnold Böcklin. Einiges über seine Art zu schaffen, seine Technik und seine Person. Dreililien, Berlin 1902.
- Zeichnung, Holzschnitt und Illustration. Schwabe, Basel 1919.
- Hans Thoma. Aufzeichnungen und Betrachtungen. Rotapfel, Zürich/Erlenbach/München 1924.
- I. A. D. Ingres. Eine Darstellung seiner Form und seiner Lehre. Schwabe, Basel 1925.
- Das Werden eines Malers. Erinnerungen von Ernst Würtenberger. Carl Winter, Heidelberg 1936.
- Vom Wesen der Zeichnung. Volk und Zeit, Karlsruhe 1948.

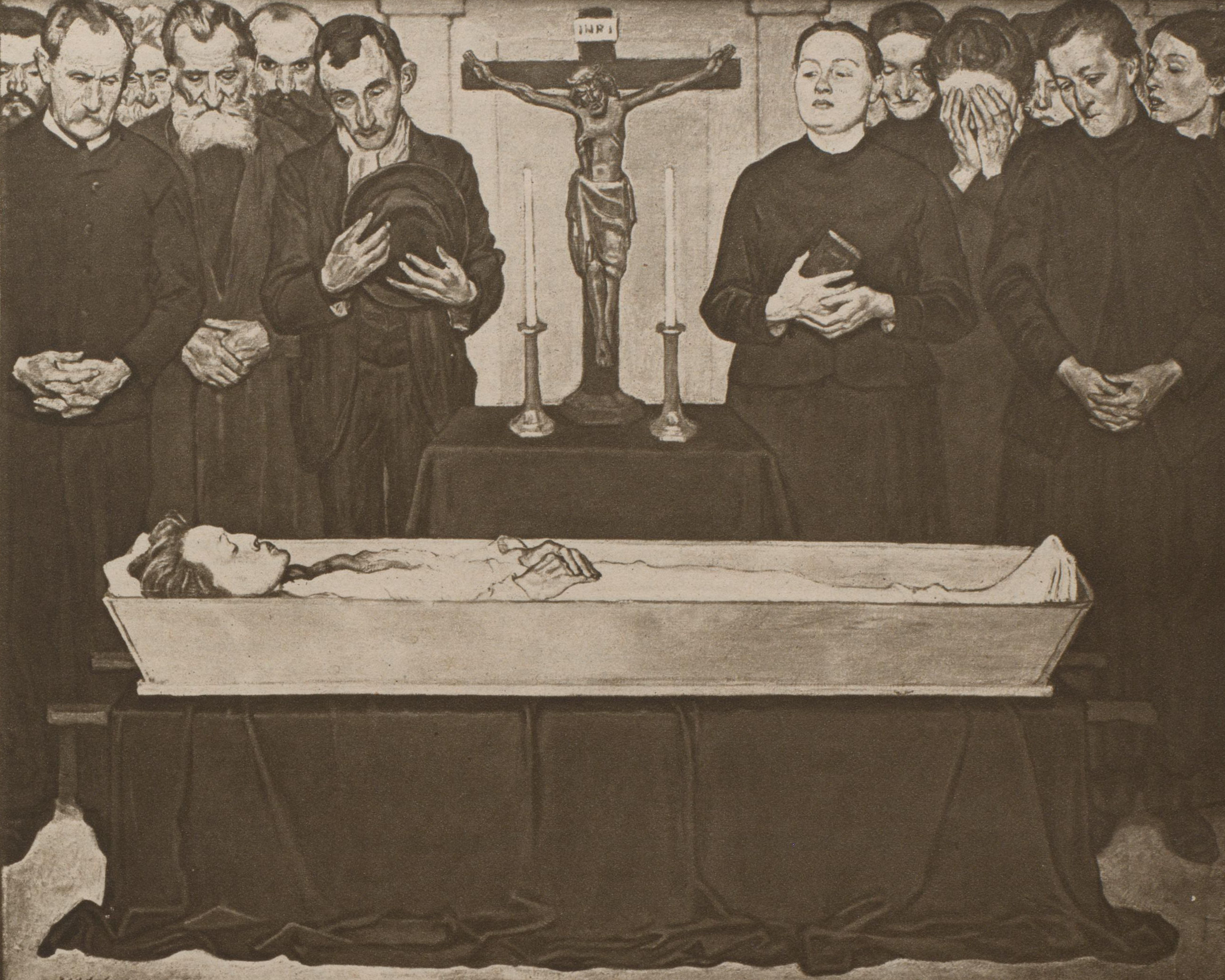
Totenfeier

## Ausstellungen (Auswahl)
- 1900: Einzelausstellung im Wessenberghaus, Konstanz (Kunstverein)
- 1908: Ausstellung von Werken Schweizer Künstler, Kunstverein im Haus Herwig, Frankfurt a. M.
- 1911: Große Berliner Kunstausstellung, Berlin
- 1913: Große Kunst-Ausstellung, Königliches Kunstgebäude am Schlossplatz, Stuttgart
- 1918: Ausstellung Schweizer Graphik, in den Räumen des schwedischen Kunstvereins, Stockholm
- 1923: Große deutsche Kunstausstellung Karlsruhe 1923, Städtische Ausstellungshalle am Festplatz
- 1928: Einzelausstellung in den Räumen des Kunstvereins (Konvikt), Schaffhausen
- 1929: Einzelausstellung Ernst Würtenberger; Karlsruhe, Kunstverein Freiburg und Wessenberghaus Konstanz (Kunstverein)
- 1935: „Gedächtnis-Ausstellung Professor Ernst Würtenberger,“ Badischer Kunstverein Karlsruhe und Wessenberghaus, Konstanz (Kunstverein).
- 1959: „Ernst Würtenberger. Gemälde, Zeichnungen, Graphik.“ Ausstellung anlässlich des 25. Todestages des Künstlers, Staatliche Kunsthalle Karlsruhe
- 1960: „Bildnisse, Kompositionen und Graphiken von Ernst Würtenberger,“ Augustinermuseum Freiburg.
- 1993: „Hans Sturzenegger und seine Malerfreunde,“ Museum zu Allerheiligen, Schaffhausen.
- 2005/2006: „Die 20er-Jahre in Karlsruhe“, Städtische Galerie Karlsruhe
- 2009: „Künstlerfreunde am Hochrhein“, Kunstmuseum Hohenkarpfen, Hausen ob Verena
- 2010: „Künstlerbrüder Würtenberger. Karl Maximilian (1872–1933) und Ernst (1868–1934)“, Stadtmuseum Stockach
- 2013/2014: „Die andere Moderne – Kunst und Künstler in den Ländern am Rhein 1900 bis 1922“, Städtische Wessenberg-Galerie Konstanz u. a.
- 2017/2018: „Ernst Würtenberger. 1868–1934. Ein deutscher Maler in der Schweiz.“ Städtische Wessenberg-Galerie Konstanz, 2. Dez. 2017 – 1. April 2018 (Kat.).